# Rádio no Brasil
A Radiodifusão no Brasil começou oficialmente em 7 de setembro de 1922, no dia da Independência do Brasil, sendo a primeira transmissão um discurso do então Presidente Epitácio Pessoa, porém a instalação do rádio de fato ocorreu apenas em 20 de abril de 1923 com a criação da "Rádio Sociedade do Rio de Janeiro", idealizada por Roquette-Pinto. Ele tentou convencer o governo de comprar os equipamentos necessários da empresa Westinghouse, porém não obteve sucesso e a aquisição foi feita pela Academia Brasileira de Ciências.
Porém, a primeira transmissão data de 1893, feita pelo padre Landell de Moura. Em 1899, Landell fez a primeira transmissão com voz humana. Em 7 de abril de 1919, estudantes da Escola Superior de Eletricidade fundaram o Radio Clube de Pernambuco.

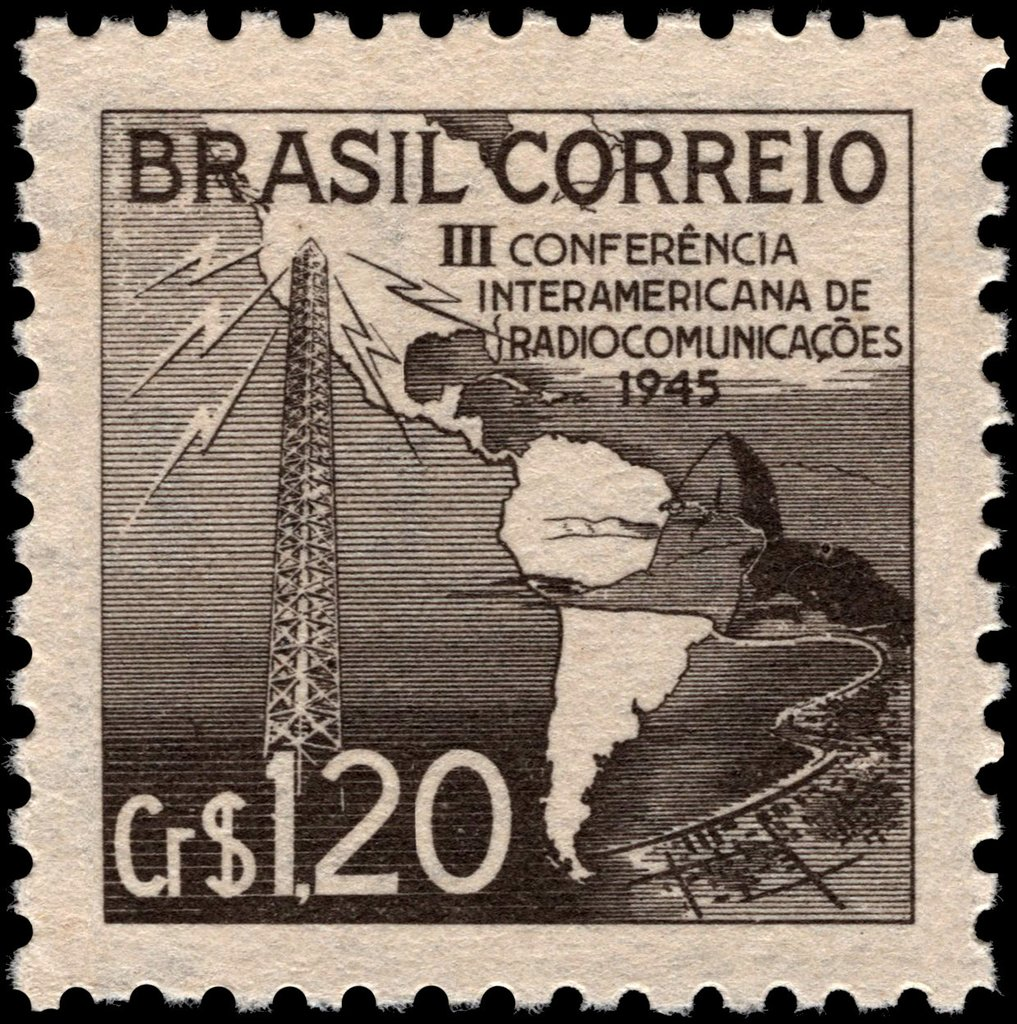

Na década de 1930 começou a era comercial do rádio, com a permissão de comerciais na programação, trazendo a contratação de artistas e desenvolvimento técnico para o setor.[carece de fontes?] A primeira rádio foi a Rádio MEC, doada por Roquette-Pinto para o Ministério da Educação. Outros marcos foram a criação da Programa Nacional, da EBC, em 1935, e a Rádio Nacional, em 1940.
Com o surgimento das Radionovelas e da popularização da programação, na década de 1940, começou a chamada era de ouro do rádio brasileiro, que trouxe um impacto na sociedade brasileira semelhante ao que a televisão produz hoje.  
Com a criação da televisão o rádio passa por transformações, os programas de humor, os artistas, as novelas e os programas de auditório são substituídos por Músicas e serviços de utilidade pública. Na década de 1960 surgiram as rádios FMS que trouxeram mais músicas para o ouvinte.